# Vintage Violence (hudební skupina)
Vintage Violence je italská rocková hudební skupina, založená v roce 2001 pod názvem Flowers of Noise. Svůj první veřejný koncert skupina odehrála v roce 2002 a to již pod názvem Vintage Violence. Tento název byl inspirován stejnojmenným albem velšského hudebníka Johna Calea. Skupinu tvoří zpěvák Nicolò Caldirola, kytaristé Rocco Arienti a Stefano Gilardi, baskytarista Roberto Galli a bubeník Beniamino Cefalù. Své první album nazvané Psicodramma skupina vydala v roce 2004 a do roku 2021 následovalo dalších pět studiových alb. Jejich album Piccoli Intrattenimenti Musicali z roku 2011 bylo věnováno zpěvákovi Gilbertu Valsecchimu, který zemřel na infarkt v předchozím roce.

## Diskografie
- Psicodramma (2004)
- Cinema (2007)
- Piccoli Intrattenimenti Musicali (2011)
- Senza Paura Delle Rovine (2014)
- Senza Barrè (2018)
- Mono (2021)